# The Return of Bruno
The return of Bruno är en mockumentär från 1988 med Bruce Willis i huvudrollen. All musik är hämtad från albumet The return of Bruno (album).
Filmen handlar om den påverkan Willis alter ego Bruno har haft på rockmusiken. Om detta "vittnar" artister som Ringo Starr, Elton John, Brian Wilson och Bee Gees.
Filmen gavs endast ut på VHS.